# Eoophyla quadriplagiata
Eoophyla quadriplagiata is een vlinder uit de familie van de grasmotten (Crambidae), uit de onderfamilie van de Acentropinae. De wetenschappelijke naam van de soort is voor het eerst geldig gepubliceerd in 1917 door George Francis Hampson.
De soort werd ontdekt op het eiland Goodenough in de D'Entrecasteaux-eilanden.